# Hôtel Marron de Meillonnas
L'hôtel Marron de Meillonnas est une maison située à Bourg-en-Bresse, dans le département de l'Ain.
À noter que Meillonnas est une commune de l'Ain, proche de Bourg-en-Bresse, mais située dans le Revermont. Le nom de l'hôtel tient du commanditaire, Gaspard-Constant-Hugues de Marron, baron de Meillonnas, qui s'y installe avec son épouse Marie-Anne Carrelet de Marron en 1766.

## Protection
La maison fait l’objet d’une inscription au titre des monuments historiques depuis le 11 juillet 1942. La maison avait fait l'objet d'une première inscription, le 22 février 1927, finalement annulée.

## Images du lieu

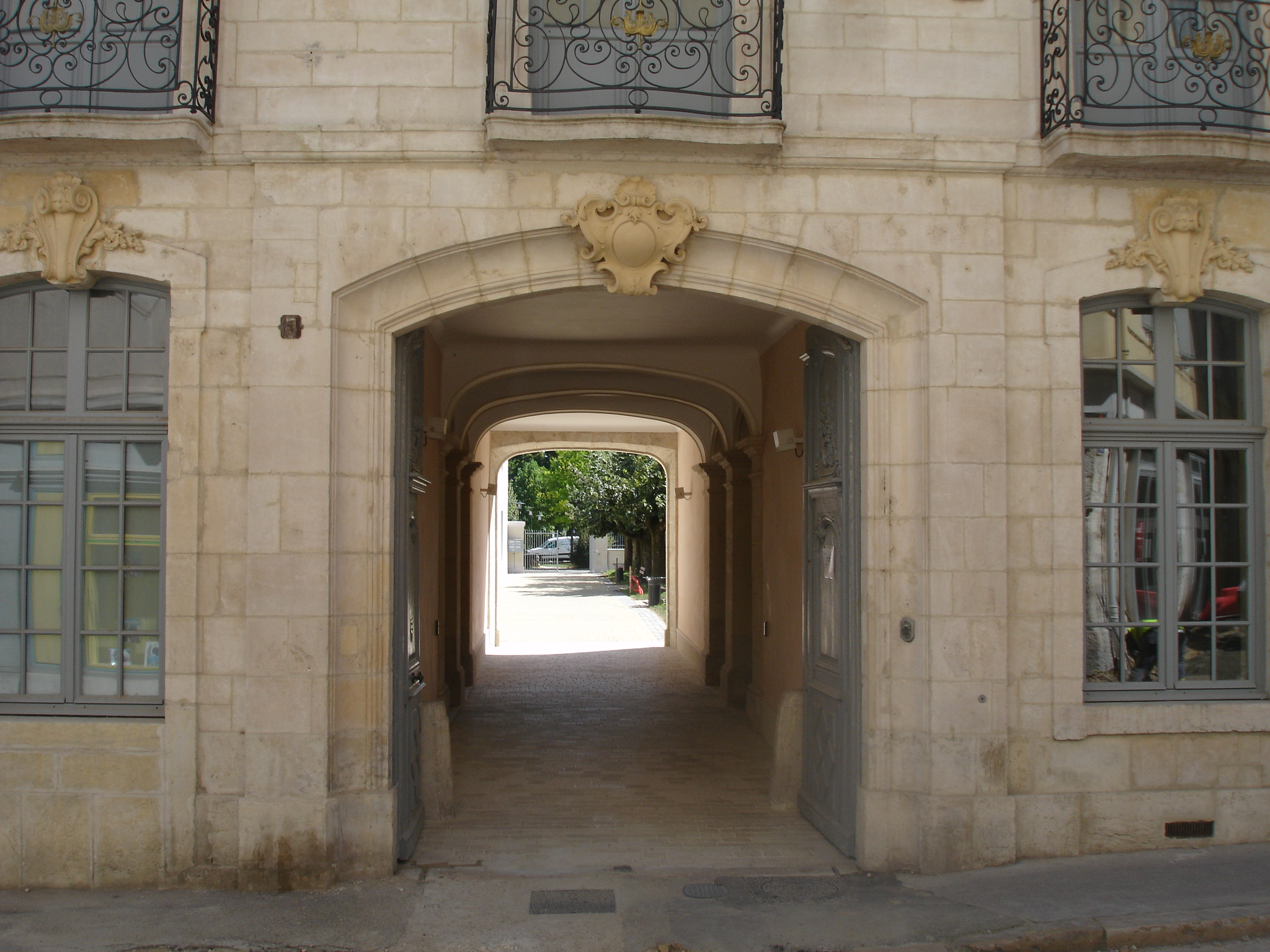
L'entrée
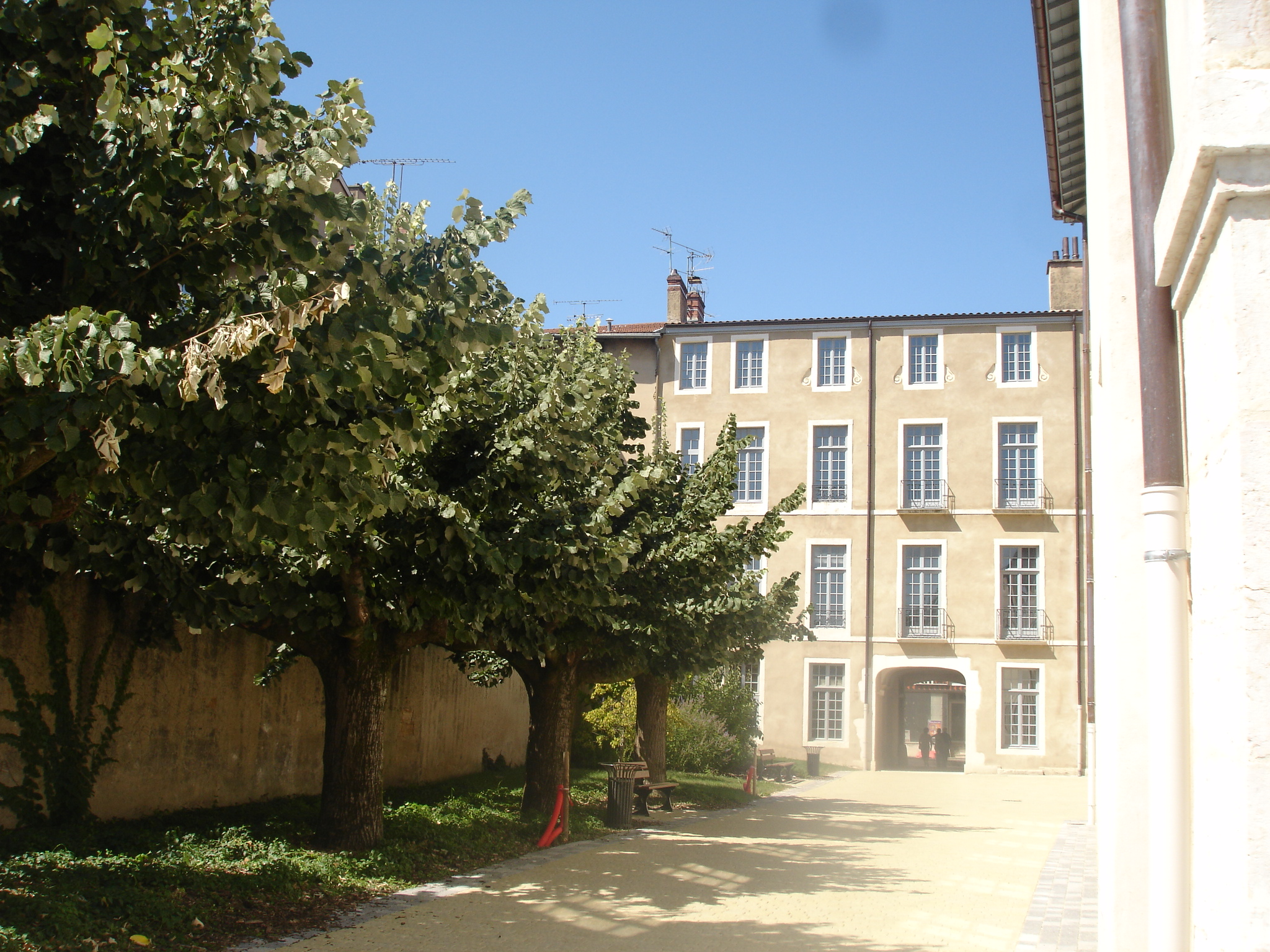
Cour intérieure
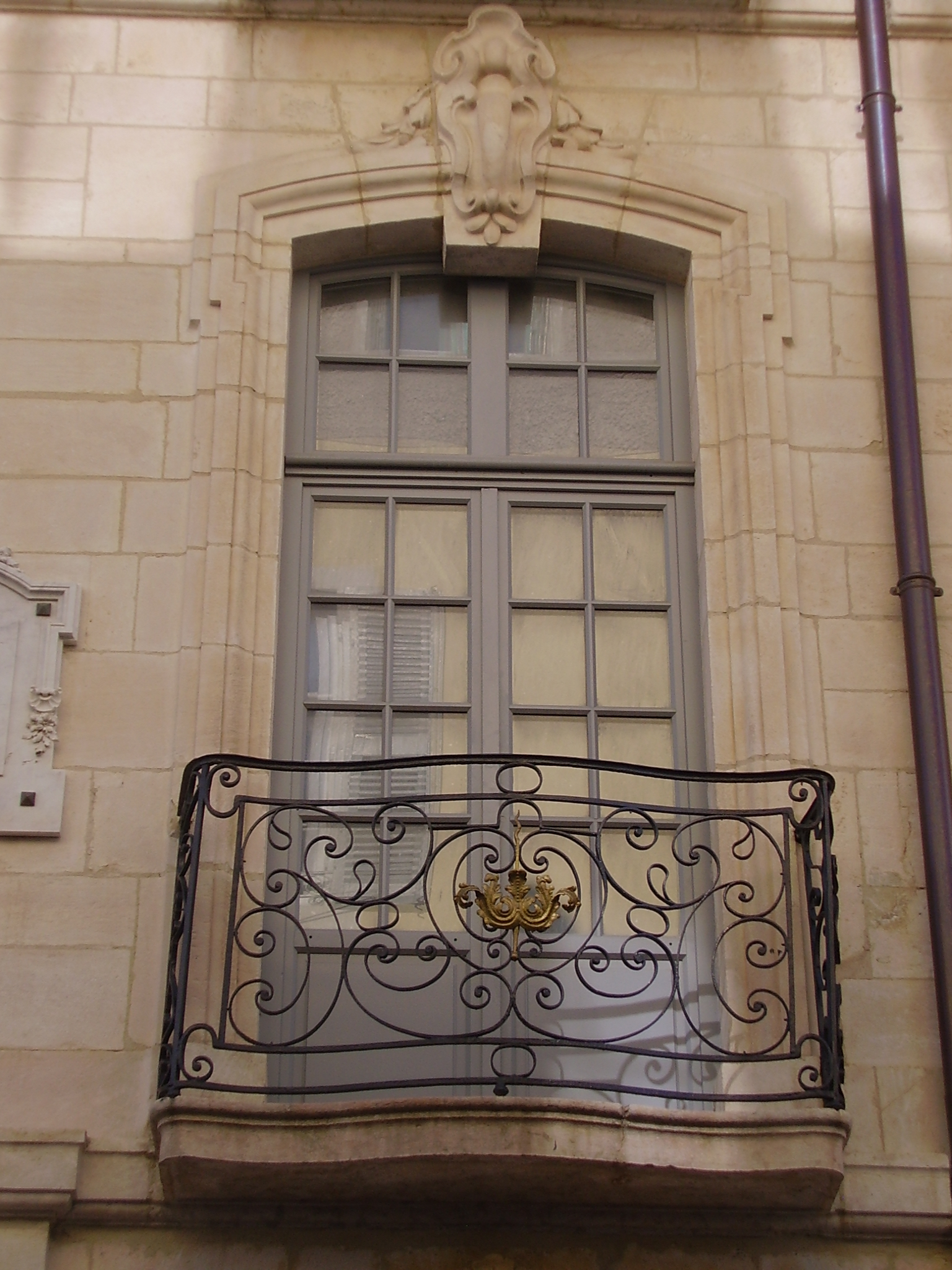
Détail d'une fenêtre
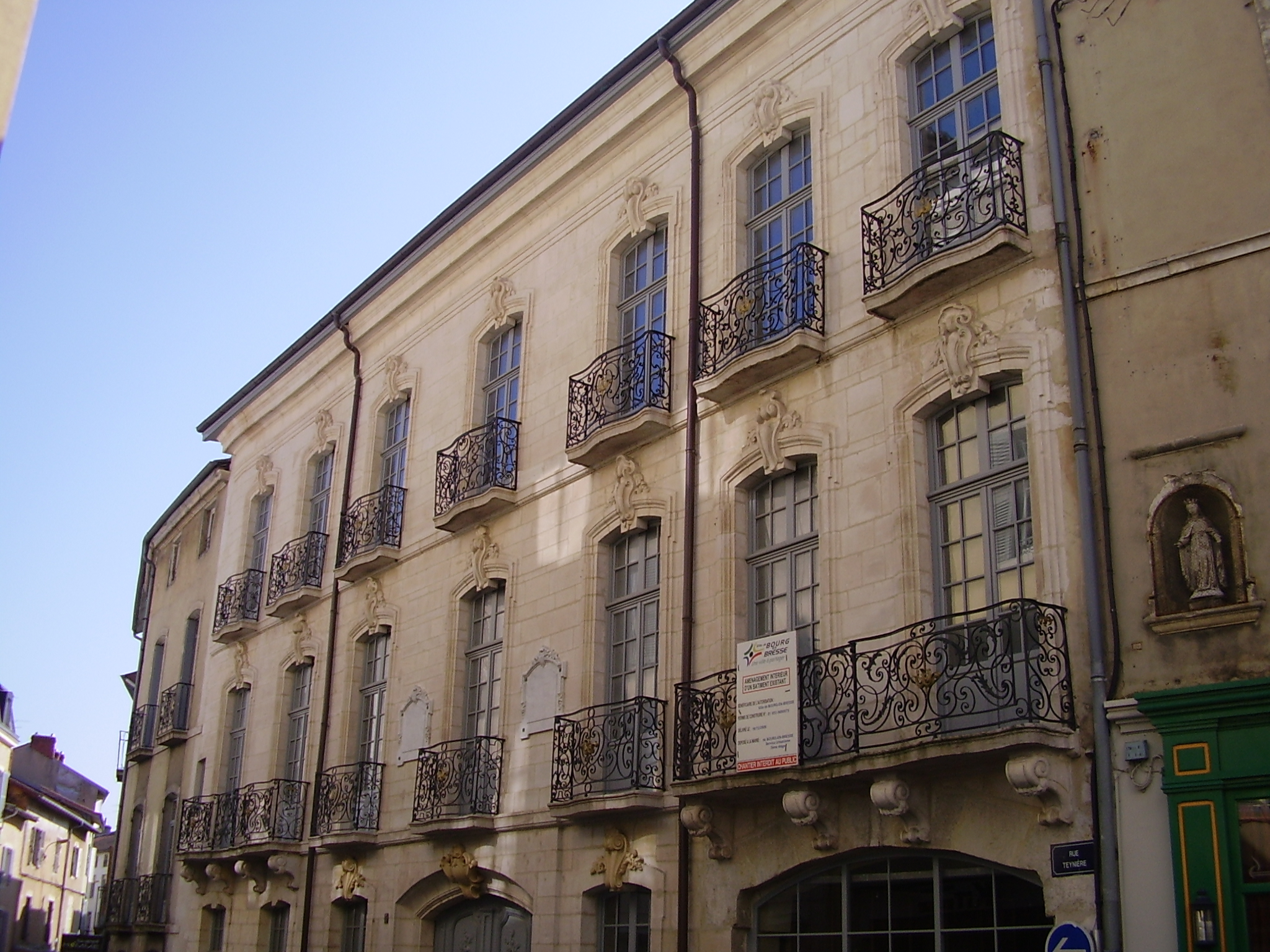
Vue des étages
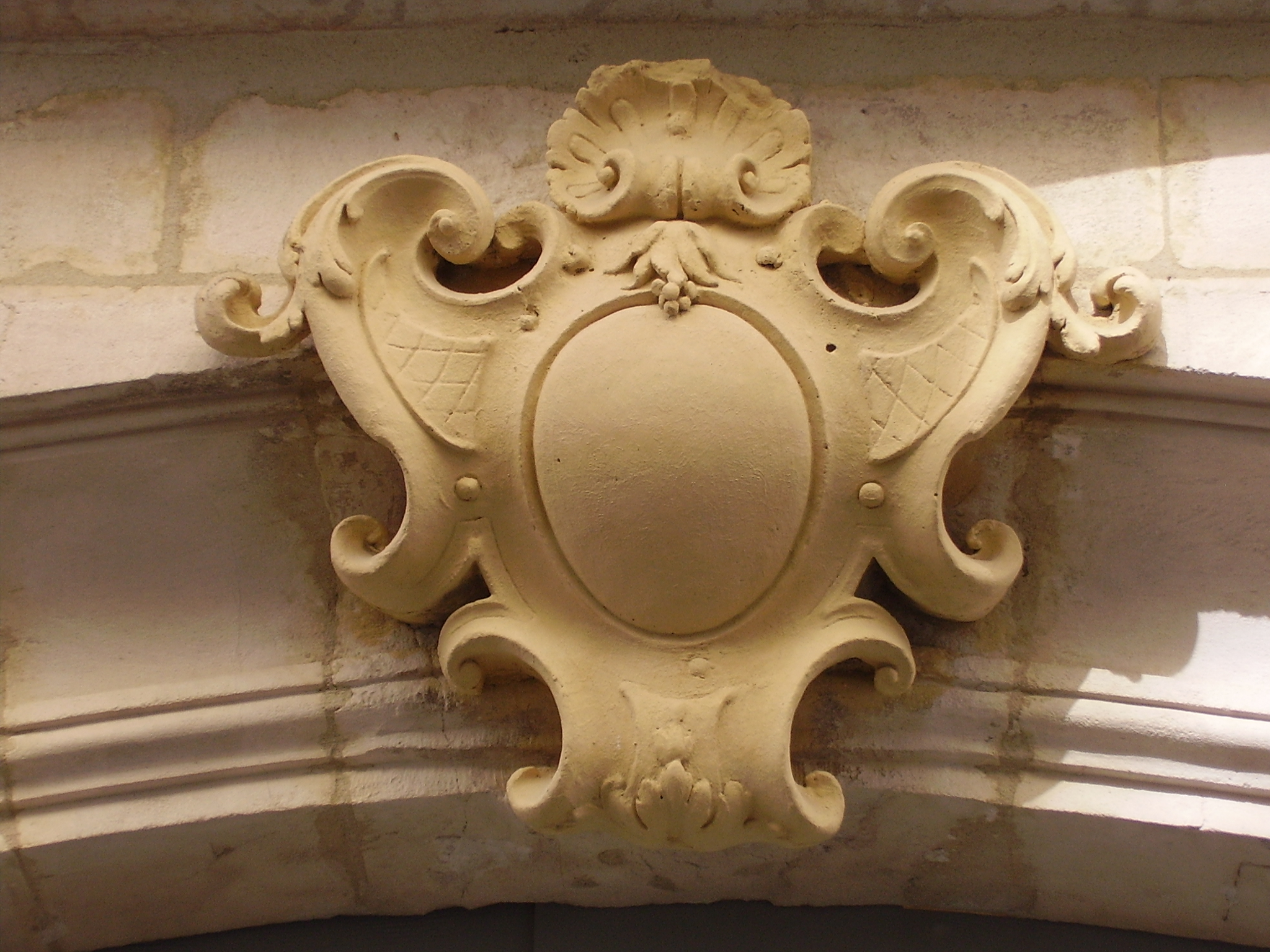
Vue d'un mascaron